# Jüdische Friedhöfe in Lissabon

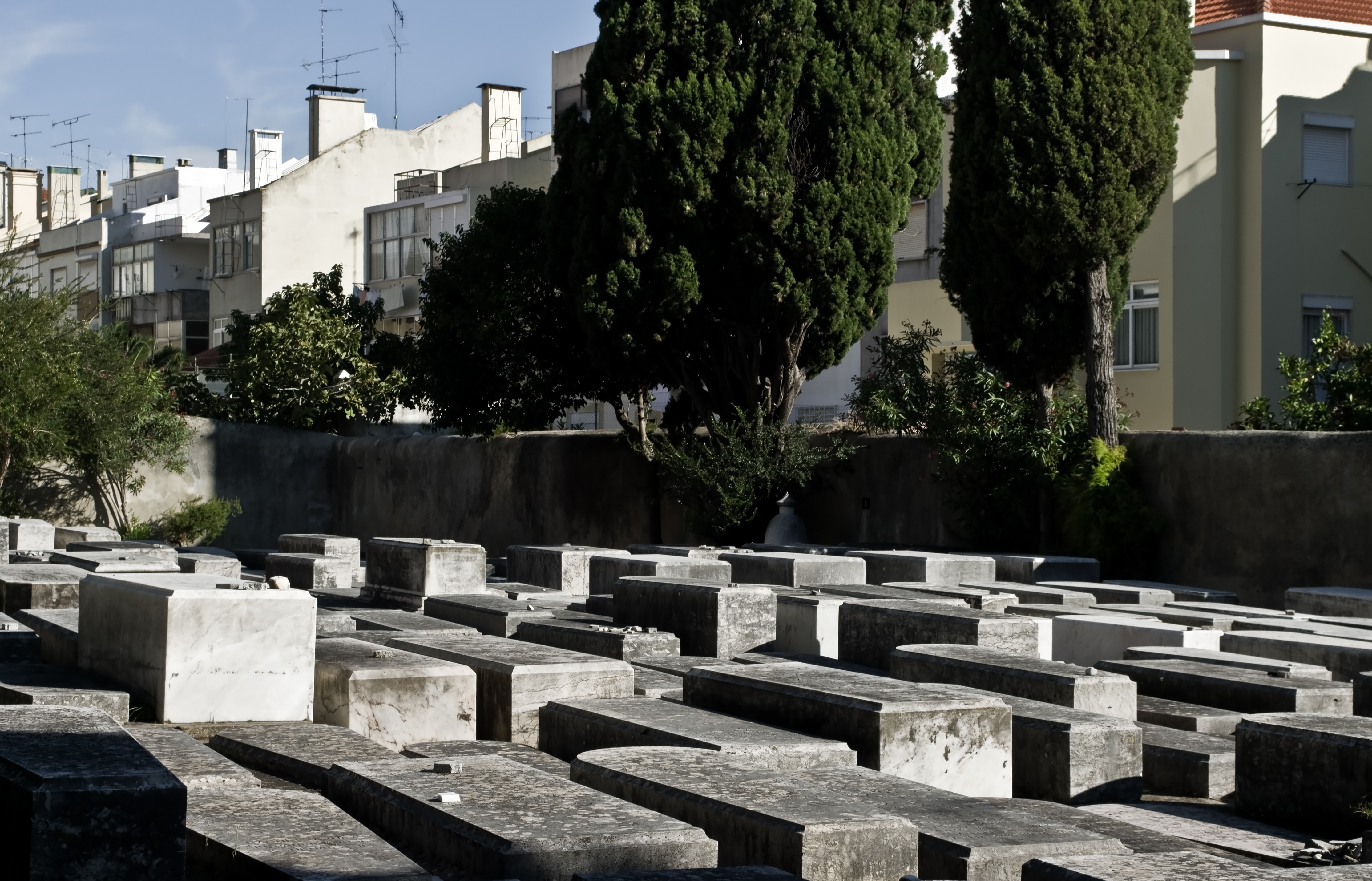
Jüdischer Friedhof Lissabon von 1865 in der Rua Afonso (2011)

Aus Portugals Hauptstadt sind drei Jüdische Friedhöfe in Lissabon bekannt, von denen der älteste aus dem Mittelalter stammt. Nach der Vertreibung von 1492 und der Wiederansiedlung wurde 1801 wieder ein Friedhof angelegt, gefolgt von dem 1865 errichteten Friedhof. Dieser ist bis heute in Gebrauch.

## Mittelalterlicher Friedhof
Über den mittelalterlichen jüdischen Friedhof liegen nur wenige gesicherte Informationen vor, da er nicht mehr existiert. Erst 2015 konnte aus einer Kombination aus schriftlichen Quellen und archäologischen Grabungen seine bis dahin nur vermutete Lage bestätigt werden. Demnach befand er sich in der Gegend von Graça am Hang zwischen Calçada do Monte und Rua dos Lagares.
Dort wurden zwei Friedhofsbereiche gefunden, bei denen einer aus der muslimischen und der andere aus der jüdisch-christlichen Tradition stammen. Der letzte – gesicherte jüdische Friedhof – umfasst 276 nachweisbare Gräber. Dieser Friedhof ist aus Quellen für das Jahr 1280 belegt, eventuell bestand er bereits früher. Er wurde wahrscheinlich nach der Vertreibung der Juden infolge des Alhambra-Edikts von 1492 aufgegeben.
- Koordinaten: 38° 43′ 0,6″ N, 9° 7′ 57,1″ W

## Friedhof von 1801 am Englischen Friedhof
Zu Beginn des 19. Jahrhunderts ließen sich nach der Inquisition wieder die ersten Juden aus Gibraltar, Marokko und Spanien in Portugal nieder. Räumliche Schwerpunkte waren neben Lagos und Faro vor allem die Hauptstadt Lissabon.
Für die Begräbnisse ihrer Mitglieder kaufte die Gemeinde 1801 ein Grundstück auf dem Britischen Friedhof, da viele Juden aus Gibraltar ihre britische Staatsangehörigkeit beibehalten hatten. Er liegt innerhalb der Stadtgemeinde (Freguesia) Campo de Ourique von Lissabon zwischen der Rua Estrela und dem Britischen Friedhof, von dem er durch eine hohe Mauer getrennt ist.
Das erste Grab stammt von José Amzalaga, der laut Inschrift am 26. Februar 1804 verstarb. Auf dem Friedhof sind noch etwa 150 Gräber vorhanden. Die Grabsteine auf dem Gelände sind nach sephardischer Tradition aus Marmor und liegen als Grabplatte direkt auf dem Grab. Die Gemeinde nutzte den Friedhof, bis er 1869 komplett belegt war.
- Koordinaten: 38° 42′ 58,7″ N, 9° 9′ 40,5″ W

## Friedhof von 1865 in der Rua Afonso
Mit der absehbar vollständigen Belegung des alten Friedhofs erwarb die Gemeinde am 30. März 1865 für 600 Escudos ein Grundstück in Alto de São João für einen neuen Friedhof. Er befindet sich in der Stadtgemeinde Penha de França, der Zugang erfolgt über die Rua Afonso III 44. Das Gelände ist von einer hohen Mauer umgeben, auf dem Gelände befinden sich ein Taharahaus und mehrere hundert Gräber.
Die königliche Genehmigung des Friedhofs durch Dom Luís im Jahre 1868 war nicht nur ein Rechtsakt, sondern hatte auch historische Bedeutung für die Juden in Portugal. Mit ihr wurden die Jüdische Gemeinde Lissabons erstmals indirekt anerkannt. Auf dem Friedhof sind nicht nur Gemeindemitglieder aus Lissabon bestattet. Da die Jüdische Gemeinde Porto lange über keinen eigenen Friedhof verfügte, wurden zahlreiche ihrer Gemeindemitglieder auf dem Jüdischen Friedhof in Lissabon beigesetzt. Auch vor dem Nationalsozialismus aus dem Deutschen Reich sowie aus Polen geflüchtete und in Lissabon verstorbene Juden sind auf dem Friedhof bestattet.
Der Friedhof ist im Verzeichnis der portugiesischen Kulturdenkmäler gelistet, aber nicht beschrieben.
- Koordinaten: 38° 25′ 59,6″ N, 9° 4′ 14,3″ W